# Българска гора
Българска гора, или Великата българска гора (лат. Silva Magna Bulgarica или Silvas Bulgarorum), понякога Български лес, е горска зона, простираща се между Белград и източния край на прохода Траянови врата в началото на Тракийската низина.
Участници в първите три кръстоносни похода през XI–XII в., минаващи по Виа Милитарис (лат. Via militaris) през българските земи, описват прословутата местност, „която се минава за 8 дни, като се върви 2 дни и 2 нощи, без да се види човек“. Това е областта между Ниш и Пазарджик. 
Обикновено под наименованието Българска гора се имат предвид планинските възвишения обрасли с гъсти гори по поречието на Велика Морава и Нишава („пущинаците на България“), включващи масивите на планински вериги в днешните централни части на Източна Сърбия и Западна България. В по-тесен географски смисъл областта обхваща гористите планински масиви на Тимошко (според румънското разбиране за областта), намиращи се източно от река Велика Морава. 